# جنبش اصلاحات یان‌آن

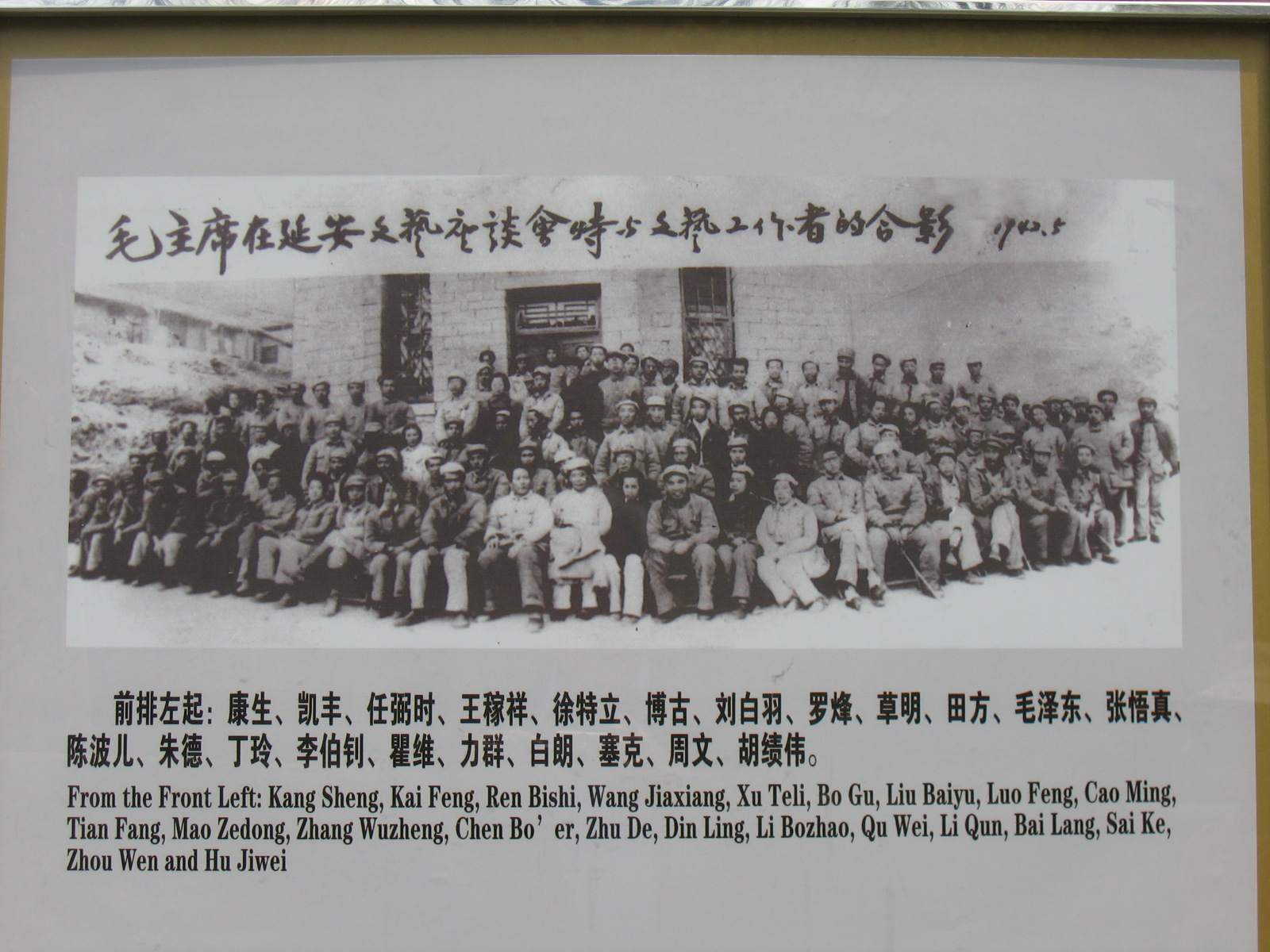

جنبش اصلاحات یان‌آن (انگلیسی: Yan'an Rectification Movement) یا ژنگ فنگ، اولین جنبش توده‌ای ایدئولوژیک بود که توسط حزب کمونیست چین (CCP) از سال ۱۹۴۲ تا ۱۹۴۵ آغاز شد. این جنبش پس از راهپیمایی طولانی کمونیست‌ها، در پایگاه کمونیست‌ها در یان‌آن، یک منطقه کوهستانی دورافتاده و منزوی در شمال شاآنشی صورت گرفت. گرچه در چین در جنگ دوم چین و ژاپن بود، حزب کمونیست حزب کمونیست چین در حال تجربه زمانی از صلح نسبی بود که آنها می‌توانستند روی امور داخلی تمرکز کنند.